# Liste der Kulturdenkmäler in Duppach
In der Liste der Kulturdenkmäler in Duppach sind alle Kulturdenkmäler der rheinland-pfälzischen Ortsgemeinde Duppach aufgeführt. Grundlage ist die Denkmalliste des Landes Rheinland-Pfalz (Stand: 17. Juli 2023).

## Einzeldenkmäler
| Bezeichnung                          | Lage                                          | Baujahr         | Beschreibung | Bild                           |
| ------------------------------------ | --------------------------------------------- | --------------- | --- | ------------------------------ |
| Pfarrhof                             | Auf dem langen Garten 1 Lage                  | 1743            | ehemaliger Pfarrhof; barockes Wohnhaus, angeblich von 1743, heutiges Erscheinungsbild jünger; Wirtschaftsgebäude, 19. Jahrhundert, Mauer | Fotos hochladen                |
| Friedhofskapelle                     | Hauptstraße Lage                              | 1551            | Chor der ehemaligen katholischen Pfarrkirche St. Hubertus, heute Friedhofskapelle; spätgotisch, 1551                                     | weitere Bilder Fotos hochladen |
| Quereinhaus                          | Hauptstraße 25 Lage                           | 1876            | Quereinhaus, bezeichnet 1876, altes Hofpflaster                                                                                          | Fotos hochladen                |
| Katholische Pfarrkirche St. Hubertus | Hauptstraße 36 Lage                           | 1923–26         | barockisierende Basilika, 1923–26 | weitere Bilder Fotos hochladen |
| Wegekreuz                            | nördlich des Ortes an der L 24 Lage           | 19. Jahrhundert | Sockelkreuz, Sandstein, 19. Jahrhundert                                                                                                  | weitere Bilder Fotos hochladen |
| Wohnhaus                             | nordöstlich des Ortes (Weiermühle 11/13) Lage | 1815            | stattliches Wohnhaus, bezeichnet 1815 | Fotos hochladen                |